# پروژه هنر فدرال

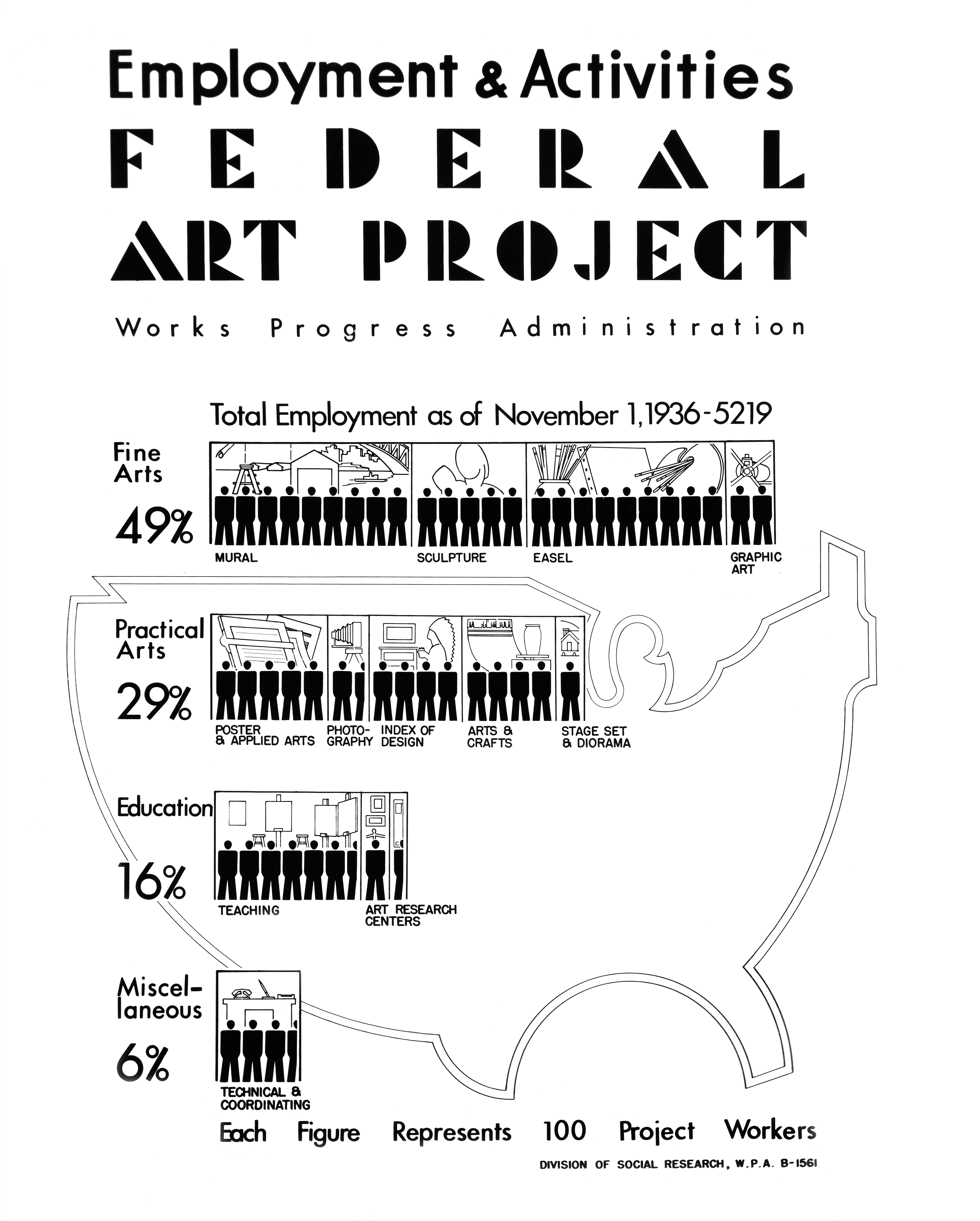
پوستری از فعالیت‌ها و نظام کارمندی در پروژه هنر فدرال

پروژه هنر فدرال پروژه‌ای در آمریکا بود که هدف از آن حمایت از هنرمندان هنرهای تجسمی بود که در شرایط نامناسب اقتصادی به سر می‌بردند ، این طرح در ۲۹ اوت ۱۹۳۵ آغاز و در ۳۰ ژوئن ۱۹۴۳ پایان یافت.